# Margaret Crane

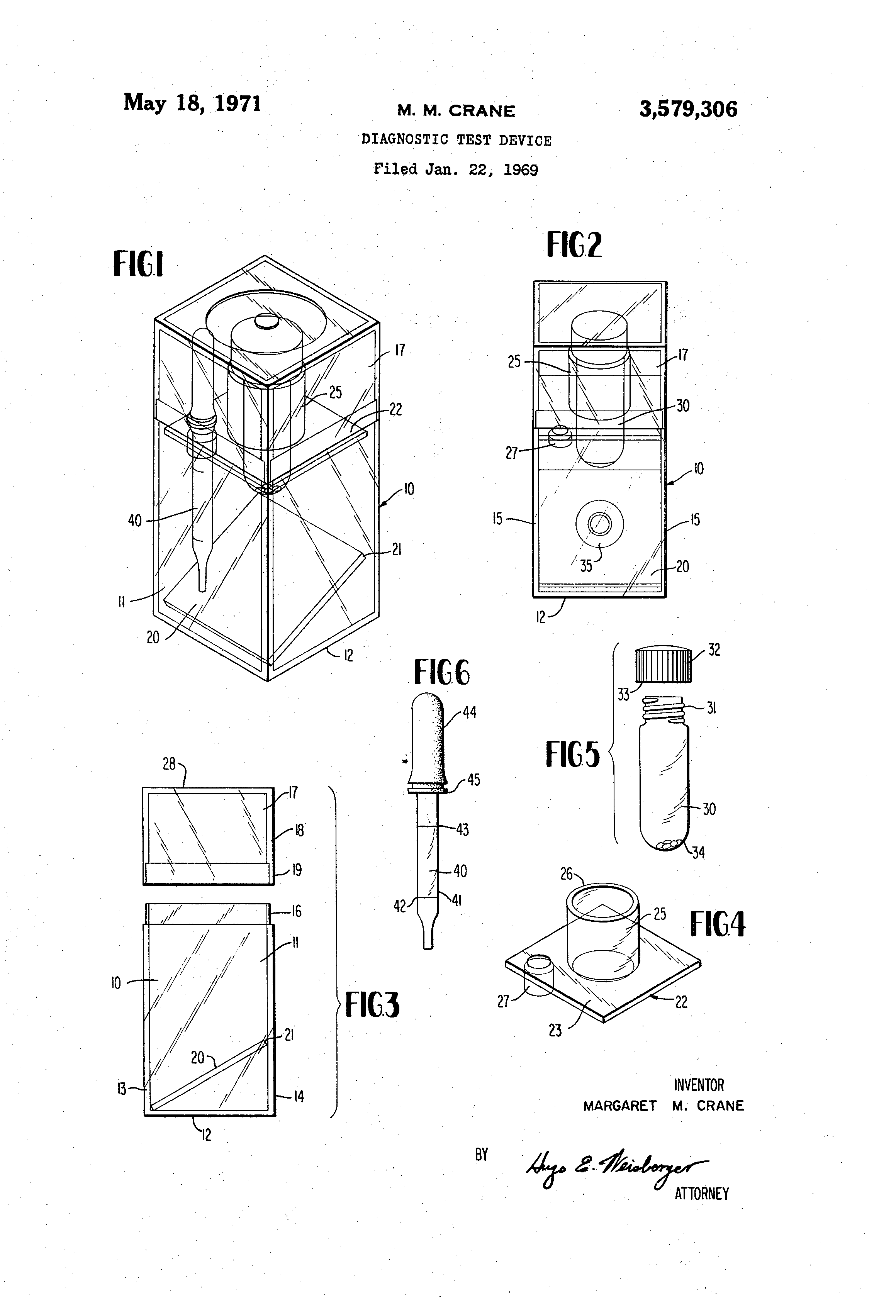
Patentillustration von Margaret Cranes Patent für den ersten Schwangerschaftstest, der nicht in einer Klinik durchgeführt werden muss

Margaret M. „Meg“ Crane ist eine amerikanische Erfinderin und Grafikdesignerin, die den ersten Schwangerschaftstest, der zuhause durchgeführt werden konnte, erfand und patentierte. Crane entwickelte den Test 1967 während ihrer Tätigkeit als Graphikdesignerin bei Organon Pharmaceuticals in West Orange, New Jersey.  Sie hält das US-Patent 3,579,306 und 215,7774 hierfür. Margaret Crane setze sich hierbei gegen die konservativen Wertvorstellungen ihrer Zeit durch und ermöglichte Frauen einen weiteren Schritt in eine selbstbestimmte Familienplanung.

## Karriere
1967 wurde Crane vom Unternehmen Organon angestellt, um eine neue Kosmetiklinie zu entwerfen. Bei einer Labortour sah Crane die vielen Reagenzgläser die dort verwendet wurde. Auf Nachfrage erfuhr sie, dass es sich bei diesen um Schwangerschaftstests handelte. Jedes der einzelnen Reagenzgläser beinhaltet ein Präparat, dass bei Vermischung mit dem Urin einer Schwangeren durch einen Ring am Boden des Reagenzglases anzeigte, ob eine Schwangerschaft vorliegt oder nicht. Obwohl Crane selbst keinen naturwissenschaftlichen Hintergrund hatte, erkannte sie das Potenzial, diesen Vorgang auch außerhalb des Labours zuhause durchzuführen, da der Prozess selbst unkompliziert war. Zum damaligen Zeitpunkt konnte jedoch ein Schwangerschaftstest nur durch einen Arzt angeordnet und im Labor durchgeführt werden. Dies bedeutete lange Wartezeiten und Ungewissheiten sowie die Notwendigkeit Schwangerschaften vor medizinischem Personal zu offenbaren. Um Frauen mehr Privatsphäre zu ermöglichen und schnellere Gewissheit über eine Schwangerschaft zu erlangen, entwickelte Crane einen ersten Prototyp, angelehnt an die Tests, die sie im Labor gesehen hatte.

### Erfindung des Tests
Crane begann einen ersten Prototyp zu konstruieren. Den Test packte sie in eine kleine Plastikschachtel, in der sie sonst Büroklammern aufbewahrte und beschriftete, die durchsichtige Box mit rotem Filzstift als „Predictor“. Die Utensilien wie Pipette, Spiegel und Reagenzglas bastelte Margaret Crane gekonnt hinein. Nachdem sie ihren Prototyp entwickelt hatte, präsentierte sie diesen ihren Vorgesetzten bei Organon, die die Idee zunächst ablehnten. Jedoch meldeten sie in ihrem Namen 1969 ein Patent für den Test an. Organons erkannte das Potenzial, fürchtete aber Kunden zu verlieren, wenn Frauen die Tests zuhause durchführen konnten. Das patriarchal geprägte Frauenbild der Zeit stand zudem im Gegensatz zu der Emanzipation von ärztlicher Kontrolle über Frauen. So fürchtete man Histerie, wenn eine Frau ohne medizinische Hilfe von einer Schwangerschaft erfuhr. Ohne Cranes Kenntnisse beauftragte Organon ein rein männliches Team, dass das Design des Schwangerschaftstests entwickeln sollte. Dieses schlug eine hyperfeminines, unpraktisches Design vor, das im Gegensatz zu Cranes praktischen, cleanen Ansatz stand. Crane erfuhr davon und widersprach diesem. Organanon beschloss letztendlich Cranes Design zu nutzen und eine Marktrecherche mit dem Testprodukt zu betreiben. Ira Sturtevant der Marketingdirektor der den Produkttest leiten sollte, war beeindruckt von Cranes eleganten Design. Gemeinsam mit Sturtevant führte Crane den Produkttest auf dem Kanadischen Markt durch. Crane und Sturtevant gründeten daraufhin gemeinsam eine Marketingfirma namens Ponzi und Weill und blieben bis Sturtevants Tod in 2008 enge Geschäftspartner.
Gemeinsam begannen sie die Schwangerschaftstests zu bewerben mit dem Satz „Jede Frau hat das Recht zu wissen, ob sie schwanger ist oder nicht „-  ( “Every woman has the right to know whether or not she is pregnant“) als auch dem Hinweis, dass der Test „von jedem, zuhause, privat, in Minuten (“can do by yourself, at home, in private, in minutes.”) durchgeführt werden kann. Das war auch der Grund warum Margaret Crane diesen Test erfunden hatte. Sie wollte Frauen mehr Privatsphäre ermöglichen und die Notwendigkeit der Offenbarung einer Schwangerschaft vor einem Arzt in diesem frühen Stadium der Schwangerschaft eliminieren. In den 1960 durften nur Ärzte diesen Test durchführen. Der Test basierte hierbei auf der Auswertung des human chorionic gonadotropin (hCG) im Urin. In der Schwangerschaft steigt dieser Hormonwert, sodass hohe Hormonwerte auf eine Schwangerschaft hindeuten. Aufgrund weiterer Widerstände, auch bedingt durch die konservative Wertvorstellung der Zeit, wurde der Schwangerschaftstest, abgesehen von der Testphase in Kanada im Jahre 1972, erst ab 1977 allgemein zugänglich vertrieben.
In den USA wurde der Test durch die FDA (Food and Drug Administration) erst nach einiger Zeit nach den geltenden Standards für medizinische Geräte 1976 zugelassen. Zehn Jahre nach Cranes erste Vorstellung der Idee begann 1977 deren Vertrieb unter dem Namen „The Predictor“. Obwohl Crane die Inhaberin des Patentes ist, hat sie für ihr Design und die Entwicklung keinerlei monetäre Kompensation erhalten. Crane musste ihre Rechte am Design für einen symbolischen Dollar, den sie nie erhielt, an Organon abtreten. Organon wiederum lizenzierte die Produktion an drei Pharma Unternehmen.
Cranes Erfindergeist und entschiedene Rolle wurde erst 2012 publik, als die New York Time in einem Artikel mit dem Namen „Who made it“ über die Geschichte des Schwangerschaftstest berichtete. Cranes Name wurde in diesem nicht genannt. Zudem lag der Fokus des Artikels auf dem modernen Schwangerschaftstest, an dessen unmittelbarer Entwicklung Crane nicht beteiligt war. Als Crane diesen Text las, beschloss sie, auf ihren Beitrag zu der Entwicklung aufmerksam zu machen, da ohne ihre ersten Designs die Entwicklung neuerer Modelle nicht möglich gewesen wäre. Crane wandte sich an den Autor des Artikels und erhält seitdem die Anerkennung für ihre Entwicklung, die ihr gebührt. Seit 2015 befindet sich zudem der Prototyp des Designs von Crane für den „The Predictor“ und eine erste Verpackungsversion von 1970 im Smithsonian’s National Museum of American History.